# L'Outremangeur (bande dessinée)
Pour les articles homonymes, voir L'Outremangeur.
L'Outremangeur est un album de bande dessinée.
- Scénario : Tonino Benacquista
- Dessins et couleurs : Jacques Ferrandez

## Synopsis
Richard Séléna, un commissaire de police boulimique et obèse, se retrouve à gérer son poids en même temps qu'une affaire criminelle.

## Parallèle
La plus grande partie de l'histoire fait référence à celle de La Belle et la Bête.

## Adaptation
- L'Outremangeur a été adapté en film live en 2003 par Thierry Binisti avec Éric Cantona dans le rôle de Séléna.

## Publication
- Casterman (1998)  (ISBN 2-203-38913-3)

### Documentation
- Laurent Mélikian, « Grande Bouffe », BoDoï, no 14,‎ décembre 1998, p. 6.